# Via del Campo (brano musicale)
Via del Campo è una canzone scritta da Fabrizio De André con l'arrangiamento musicale di Gian Piero Reverberi.
La musica di "Via del Campo" è accreditata ad Enzo Jannacci in quanto è la musica di una sua canzone del 1965 "La mia morosa la va alla fonte", che faceva parte di uno spettacolo teatrale e che Jannacci incluse successivamente nell'album Vengo anch'io. No, tu no. Sul vinile, nell'etichetta è riportata la scritta: «Da una musica del '500 (XVI secolo) tratta da una ricerca di Dario Fo».

## Contenuto e ispirazione
La canzone è ambientata in via del Campo, una strada facente parte dei carruggi di Genova, città natale dell'autore, che negli anni sessanta del Novecento era teatro di amori mercenari, di illeciti commerci e di poesia, che avrebbe ispirato molti brani di successo dall'artista ligure (Bocca di Rosa, Crêuza de mä, Princesa ecc.).
Nella canzone ci sono delle istantanee su alcuni personaggi: «una graziosa che vende a tutti la stessa rosa» sull'uscio del bordello,  «una bambina» che potrebbe rappresentare la speranza in mezzo al degrado, oppure una ragazza molto giovane che sta iniziando a prostituirsi ed un illuso che viene da altri ambienti, tuttavia crede di potersi maritare con quella «puttana», per impadronirsi di quel «paradiso solo lì al primo piano», ma lei non cambierà mai la sua vita.
La musica è tratta da una canzone di Dario Fo e Enzo Jannacci, La mia morosa la va a la fonte. Pur avendone scritta la musica in prima persona, i due autori ne inventarono un'origine cinquecentesca. De André utilizzò la musica, riportando gli autori della ricerca (fittizia) sulle note dell'album. Ne risultò, alla SIAE, Jannacci come l'autore della musica, mentre De André del testo.

## Edizioni del brano
Fu pubblicata come singolo nel 1967, come lato A del 45 giri Via del Campo/Bocca di Rosa, e fu inserita lo stesso anno nell'album Volume I.

## Cover
- È stata realizzata una cover da I suonatori delle quattro province in genovese dal titolo Via do campo e pubblicata nell'album tributo Canti randagi - canzoni di Fabrizio De André.[8]

- Enzo Jannacci l'ha cantata nel 2000 nell'album tributo Faber, amico fragile.

- Nel 2023 è stata interpretata in duetto dalla cantautrice Madame e dal rapper Izi (il quale si dichiara ammiratore di De André) al Festival di Sanremo 2023 nella serata dedicata alle cover.[9]